# Diarretisk skaldjursförgiftning
Diarretisk skaldjursförgiftning (DSP, Diarrhetic shellfish poisoning) är en typ av skaldjursförgiftning som orsakar diarré.
När man drabbas av diarretisk skaldjursförgiftning uppenbaras detta genom gastrointestinala problem (mag- och buksmärtor). Det kan vara besvär som kräkningar, diarré, feber och illamående som uppstår. Symptomen kan uppkomma så fort som 30 minuter, eller upp till 12 timmar efter förtäringstillfället. Oftast sitter dessa symptom i upp till maximalt tre dygn .
Diarretisk skaldjursförgiftning uppstår genom olika toxiner som ackumuleras i skaldjur under en period av vissa typer av algblomningar. De alger som dessa toxiner vanligen återfinns i är exempelvis dinoflagellaterna Dinophysis acuminata. De vanligaste arterna, D. acuminata samt D. acuta, innehåller båda toxinet okadasyra och olika former av toxinet okadasyra leder vid förtäring till DSP . Okadasyran hämmar enzym som tar bort fosfatgrupper, och detta leder till att fosfatgruppen inte kan tas bort, samt att olika biologiska aktiviteter i kroppen uteblir (exempelvis glattmuskelkontraktion), som i sig leder till de tidigare nämnda symtomen för Diarretisk skaldjursförgiftning.